# Том и Джери хлапаци
„Том и Джери хлапаци“ (на английски: Tom & Jerry Kids) е американски анимационен сериал, съпродуциран от Хана-Барбера и Turner Entertainment, в който участват Том и Джери като деца.

## Актьорски състав
- Франк Уелкър – Том, Джери и Макулф
- Дон Месик – Друпи
- Чарли Адлър – Дрипъл
- Тереза Ганзел – Госпожица Вавум
- Дик Готие – Спайк
- Патрик Зимърман – Тайк

## „Том и Джери хлапаци“ в България
В България сериалът е излъчен за пръв път по Канал 1 през 1993 г., когато са показани 21 епизода в периода 10 юни – 13 юли.
Второто излъчване по Канал 1 е през 2002 г. Ролите озвучават артистите Елена Бозова, Даниела Йорданова, Сава Пиперов и Николай Николов.
На 10 декември 2006 г. започва повторно излъчване по Нова телевизия като част от детската програма „Часът на Уорнър“, всяка неделя от 09:30 и приключва на 3 февруари 2008 г. На 12 март започва наново с един епизод, а разписанието от следващия ден е всяка делнична сутрин по два епизода. Ролите се озвучават от артистите Ася Братанова, Симеон Владов, Николай Николов, Цанко Тасев и Радослав Рачев. Дублажът е осъществен в Арс Диджитал Студио, чието име не се съобщава във финалните надписи.
През 2013 г. започват повторения по Super7. Ролите се озвучават от артистите Живка Донева, Златина Тасева, Стоян Цветков, Цветан Ватев и Стефан Димитриев.